# Matvéi Gúsev
Matvéi Matvéyevich Gúsev (en ruso: Матве́й Матве́евич Гу́сев) (1826, Viatka, Rusia –1866 (Berlín, Alemania) fue un astrónomo ruso que trabajó en el Observatorio de Pulkovo, cerca de San Petersburgo de 1850 a 1852, y después en el Observatorio de Vilna, que él mismo estableció posteriormente como la Universidad de Vilna.
Fue el primero en probar la no-esfericidad de la Luna,
concluyendo que está enlongada en la dirección de la Tierra. En 1860 fundó la primera revista científica dedicada a las matemáticas y la física en Rusia: Vestnik matematicheskikh nauk (Вестник
математических наук).
Un gran cráter de impacto sobre la superficie de Marte recibió el nombre de Cráter Gusev en homenaje al astrónomo, y es famoso por ser el lugar de aterrizaje del vehículo Spirit (Mars Exploration Rover).
Gúsev está considerado como uno de los pioneros en el empleo de fotografía en astronomía, habiendo tomado imágenes de la luna y el sol (incluyendo manchas solares) mientras trabajaba en el Observatorio de Vilna. Gusev accedió al cargo de director de dicho observatorio en 1865.
Gusev murió en Berlín, Alemania en 1866.
- Datos: Q366967